# نالان دل خانم
نالان دل خانم هي زوجة السلطان العثماني عبد المجيد الأول. وُلدت في 1829 في أنابا، وتوفيت في 23 أكتوبر 1863 في إسطنبول.

## الأبناء
- السلطانة سنيحة